# Naváf Sukralláh
Naváf Abdalláh Gajjász Sukralláh (arabul: نواف عبد الله غياث شكر الله), a nemzetközi sportsajtóban: Nawaf Abdullah Ghayyath Shukralla (Manáma, 1976. október 13. –) bahreini nemzetközi labdarúgó-játékvezető. Polgári foglalkozása jogász, jogtörténész, főügyész.

## Pályafutása

### Nemzetközi játékvezetés
A Bahreini labdarúgó-szövetség Játékvezető Bizottsága (JB) terjesztette fel nemzetközi játékvezetőnek, a Nemzetközi Labdarúgó-szövetség (FIFA) 2007-től tartotta nyilván bírói keretében. Több nemzetek közötti válogatott és klubmérkőzést vezetett. FIFA JB besorolás szerint elit  kategóriás bíró.

#### Világbajnokság
Mexikó rendezte a 14., a 2011-es U17-es labdarúgó-világbajnokságot, ahol a FIFA JB hivatalnokként alkalmazta.
| Időpont          | Helyszín                       | Mérkőzés típusa        | Mérkőzés         | Eredmény | Nézők száma |
| ---------------- | ------------------------------ | ---------------------- | ---------------- | -------- | ----------- |
| 2011. június 23. | Corregidora Stadion, Querétaro | selejtező (E. csoport) | Panama–Ecuador   | 1 : 2    | 18 650      |
| 2011. június 30. | Hidalgo Stadion, Pacucha       | egyik nyolcaddöntő     | Anglia–Argentína | 1 : 1    | 6 807       |

Törökország rendezte a 2013-as U20-as labdarúgó-világbajnokságot, ahol a FIFA JB mérkőzésvezetőként foglalkoztatta.
| Időpont          | Helyszín                      | Mérkőzés típusa           | Mérkőzés                        | Eredmény | Nézők száma |
| ---------------- | ----------------------------- | ------------------------- | ------------------------------- | -------- | ----------- |
| 2013. június 22. | Kamil Ocak Stadion, Gaziantep | előselejtező (D. csoport) | Paraguay–Mali                   | 1 – 1    | 3000        |
| 2013. június 27. | Atatürk Stadion, Isztambul    | előselejtező (A. csoport) | Ghána–Amerikai Egyesült Államok | 4 – 1    | 4873        |
| 2013. július 10. | Atatürk Stadion, Bursa        | egyik elődöntő            | Franciaország–Ghána             | 2 – 1    | 6314        |

2012-ben a FIFA JB bejelentette, hogy a brazil labdarúgó-világbajnokság lehetséges játékvezetőinek átmeneti listájára jelölte. A kiválasztottak mindegyike részt vett több szakmai szemináriumon. A FIFA JB 25 bírót és segítőiket, valamint kilenc tartalék bírót és melléjük egy-egy asszisztenst nevezett meg. A végleges listát különböző technikai, fizikai, pszichológiai és egészségügyi tesztek teljesítése, valamint  különböző erősségű összecsapásokon mutatott teljesítmények alapján állították össze.
A világbajnoki döntőhöz vezető úton Brazíliába a XX., a 2014-es labdarúgó-világbajnokságra a FIFA JB bíróként alkalmazza. Vezetett mérkőzéseinek száma:

##### 2014-es labdarúgó-világbajnokság

###### Selejtező mérkőzés
| Időpont             | Helyszín                                     | Mérkőzés típusa                        | Mérkőzés           | Eredmény | Nézők száma |
| ------------------- | -------------------------------------------- | -------------------------------------- | ------------------ | -------- | ----------- |
| 2011. július 23.    | Jalan Besar Stadion, Szingapúr               | előselejtező (2. forduló)              | Szingapúr–Malájzia | 5 : 3    | 6 000       |
| 2011. szeptember 2. | Franso Hariri Stadion, Erbíl                 | előselejtező (A. csoport,- 2. forduló) | Irak–Jordánia      | 0 : 2    | 24 000      |
| 2011. november 15.  | Kim Il-sung Stadion, Phenjan                 | előselejtező (C. csoport,- 2. forduló) | Észak-Korea–Japán  | 1 : 0    | 50 000      |
| 2012. június 3.     | Camille Chamoun Sports City Stadion, Bejrút  | előselejtező (A. csoport,- 3. forduló) | Libanon–Katar      | 0 : 1    | 40 000      |
| 2012. október 16.   | Sultan Qaboos Sports Complex Stadion, Muscat | előselejtező (B. csoport,- 3. forduló) | Omán–Jordánia      | 2 : 1    | 26 000      |
| 2013. június 4.     | Saitama Stadion, Szaitama                    | előselejtező (B. csoport)              | Japán–Ausztrália   | 1 : 1    | 62 172      |

###### Világbajnoki mérkőzés
| Időpont          | Helyszín                       | Mérkőzés típusa              | Mérkőzés                 | Eredmény | Nézők száma |
| ---------------- | ------------------------------ | ---------------------------- | ------------------------ | -------- | ----------- |
| 2014. június 23. | Arena da Baixada, Curitiba     | csoportmérkőzés (B csoport)  | Ausztrália–Spanyolország | 0 – 3    | 39 375      |
| 2014. június 26. | Nemzeti Stadion, Brazíliaváros | csoportmérkőzés (G. csoport) | Portugália–Ghána         | 2 – 1    | 67 540      |

#### Ázsia-kupa
Katar a 16., a 2011-es Ázsia-kupát, Ausztrália a 17., a 2015-ös Ázsia-kupát rendezte, ahol a FIFA/AFC JB játékvezetőként foglalkoztatta.

##### 2011-es Ázsia-kupa

###### Ázsia-kupa mérkőzés
| Időpont          | Helyszín                    | Mérkőzés típusa        | Mérkőzés           | Eredmény | Nézők száma |
| ---------------- | --------------------------- | ---------------------- | ------------------ | -------- | ----------- |
| 2011. január 12. | Al Gharafa Stadion, Taskent | selejtező (A. csoport) | Üzbegisztán–Kuvait | 2 : 1    | 3 481       |
| 2011. január 15. | Qatar SC Stadion, Teherán   | selejtező (D. csoport) | Észak-Korea–Irán   | 0 : 1    | 6 488       |

##### 2015-ös Ázsia-kupa

###### Selejtező mérkőzés
| Időpont            | Helyszín                     | Mérkőzés típusa           | Mérkőzés             | Eredmény | Nézők száma |
| ------------------ | ---------------------------- | ------------------------- | -------------------- | -------- | ----------- |
| 2013. október 15.  | King Abdullah Stadion, Ammán | előselejtező (A. csoport) | Jordánia–Omán        | 0 – 0    | 6423        |
| 2013. november 19. | Hongkong Stadion, Hongkong   | előselejtező (E. csoport) | Hongkong–Üzbegisztán | 0 – 2    | 5679        |

##### AFC Challenge Kupa
Srí Lanka rendezte a 2010-es AFC Challenge Kupát, ahol az AFC JB mérkőzés koordinátorként foglalkoztatta.
| Időpont           | Helyszín                     | Mérkőzés típusa           | Mérkőzés              | Eredmény | Nézők száma |
| ----------------- | ---------------------------- | ------------------------- | --------------------- | -------- | ----------- |
| 2010. február 17. | Sugathadasa Stadion, Colombo | előselejtező (B. csoport) | India–Kirgizisztán    | 1 – 2    | 800         |
| 2010. február 20. | CR & FC Stadion, Colombo     | előselejtező (A. csoport) | Tádzsikisztán–Mianmar | 3 – 0    | 100         |

#### Gulf Nemzetek Kupája
Bahrein rendezte a 2013-as Gulf Kupát, ahol az AFC JB hivatalnoki feladatokkal bízta meg.
| Időpont         | Helyszín                               | Mérkőzés típusa           | Mérkőzés    | Eredmény | Nézők száma |
| --------------- | -------------------------------------- | ------------------------- | ----------- | -------- | ----------- |
| 2013. január 9. | [Khalifa Sports City Stadion, Isa Town | előselejtező (B. csoport) | Irak–Kuvait | 1 – 0    | 12 000      |

#### Nemzetközi kupamérkőzések

##### FIFA-klubvilágbajnokság
Japán rendezte a 9., a 2012-es FIFA-klubvilágbajnokságott, ahol a FIFA JB hivatalnokként alkalmazta.
| Időpont            | Helyszín               | Mérkőzés típusa | Mérkőzés                                              | Eredmény | Nézők száma |
| ------------------ | ---------------------- | --------------- | ----------------------------------------------------- | -------- | ----------- |
| 2012. december 12. | Tojota Stadion, Tojota | 5. helyért      | Ulsan Hyundai (dél-koreai)–Sanfrecce Hirosima (japán) | 2 – 3    | 17 581      |

###### AFC Bajnokok Ligája
| Időpont           | Helyszín                  | Mérkőzés típusa     | Mérkőzés                                           | Eredmény | Nézők száma |
| ----------------- | ------------------------- | ------------------- | -------------------------------------------------- | -------- | ----------- |
| 2013. november 9. | Tianhe Stadion, Guangzhou | döntő (2. mérkőzés) | Kuangcsou Evergrande (kínai)–FC Szöul (dél-koreai) | 1 – 1    | 55 847      |